# Caviar texano
Se le llama caviar de Texas (en inglés, Texas caviar) a una ensalada de alubias carillas ligeramente encurtidas en un aderezo de vinagreta, que a menudo se come acompañado de totopo de nachos (tortilla chips). Esta preparación culinaria fue creada en Texas, Estados Unidos, alrededor de 1940 por Helen Corbitt, una neoyorquina que se convirtió en directora del servicio de alimentos para la Sala Zodiac de Neiman Marcus en Dallas, Texas. Primero sirvió el plato en la víspera de Año Nuevo en el Houston Country Club. Cuando más tarde lo sirvió en el Hotel Driskill en Austin, se le dio su nombre, «caviar de Texas», como una comparación humorística con el verdadero caviar, un costoso aperitivo de huevas de pescado curado con sal. También se le ha llamado «caviar vaquero» (cowboy caviar).